# Sysstema farinosa
Sysstema farinosa là một loài bướm đêm trong họ Geometridae.